# Timo Tolkki
Timo Tapio Tolkki (* 3. března 1966) je finský hudebník, nejvíce známý jako bývalý kytarista, zpěvák, autor textů, zeť Karla Gotta a producent powermetalové skupiny Stratovarius. Před svým odchodem v roce 2008 byl jejím nejdelším stálým členem. Po odchodu založil dvě superskupiny, Revolution Renaissance a Symfonia, které však do několika let zanikly. Za svou kariéru prodal miliony hudebních nosičů a byl uveden v seznamu 50 nejrychleji hrajících kytaristů světa dle magazínu Guitar World.

## Začátek kariéry, Stratovarius
Tolkki začal hrát na kytaru v sedmi letech a cvičil až osm hodin denně. Předtím, než se stal členem kapely Stratovarius, hrával v kapelách Antidote, Thunder a Road Block. Na začátku své kariéry se skupinou Stratovarius působil jako zpěvák, sólový i doprovodný kytarista a do příchodu Jariho Kainulainena v roce 1993 i baskytarista. Po vydání v pořadí třetího studiového alba Dreamspace přenechal Tolkki vokály nově příchozímu Timovi Kotipeltovi, protože se chtěl více zaměřit na kytary a celkovou hudební úroveň skupiny. Brzy poté skupinu opustili poslední dva původní členové, klávesista Antti Ikonen a bubeník Tuomo Lassila.
V roce 1994 vydal Tolkki své první sólové album, s názvem Classical Variations and Themes, což byl v té době jeden z jeho hlavních cílů. Album se podobalo jeho tvorbě se Stratovarius, ale soustředilo se zejména na instrumentální skladby. Druhé album, Hymn to Life (z roku 2002), má spíše osobní tematiku – Tolkki se věnoval například svému vztahu k Bohu a zesnulému otci.
V roce 2004 mu byla diagnostikována bipolární porucha, několik měsíců po rozpadu Stratovarius pak následovalo nervové zhroucení. Po rehabilitaci se plně zotavil a ještě tentýž rok založil své vlastní nahrávací studio Goldenworks. V roce 2005 se skupinou nahrál pro něj poslední eponymní album a v roce 2008 oznámil svůj odchod. Protože se zbylí členové rozhodli  pod názvem Stratovarius pokračovat, Tolkki se svého nároku na něj vzdal.

## Sólová kariéra

### Revolution Resistance
Kapela vznikla v roce 2008, vydala bezejmenné demo a tři studiová alba – New Era, Age of Aquarius a Trinity. Rozpadla se v roce 2010, Tolkki uvedl mimo jiné osobní důvody, ztrátu zájmu a všeobecnou situaci na hudební scéně.

### Symfonia
Tato powermetalová skupina vznikla v roce 2010, členy byli kromě Tolkkiho také zpěvák André Matos, klávesista Mikko Härkin, bubeník Uli Kusch a bývalý spoluhráč ze Stratovarius, Jari Kainulainen. V roce 2011 vydali své jediné studiové album, In Paradisum. V prosinci toho roku však Tolkki oznámil konec skupiny a zároveň své celé hudební kariéry. V březnu roku 2012 však na svém facebookovém profilu uvedl, že to ještě nebyl úplný konec.

### Avalon
8. ledna 2013 Tolkki oznámil otevření nového nahrávacího studia v Helsinkách s názvem Studiotolkki. V únoru pak oznámil vznik nového projektu Avalon (celým názvem Timmo Tolkki's Avalon), ve kterém účinkovali jako hosté např. Michael Kiske, Rob Rock či Jens Johansson. V květnu skupina vydala eponymní album, první z trilogie alb odehrávajících se v dystopické budoucnosti. Další dvě alba s názvy Angels of the Apocalypse a Return to Eden vyšla v letech 2014 a 2019.

## Nástroje
V průběhu své kariéry používal Tolkki kytary ESP Guitar Company, zejména jeden upravený model ze série Mirage, s kresbou přebalu alba Visions na těle. V některých klipech skupiny hraje na kytaru série EX. Do roku 2001 používal zesilovače Laney a Mesa Boogie, poté přešel na Marshall.

## Osobní život
Tolkki byl třikrát ženatý, z druhého manželství má dceru narozenou v roce 1988. Od roku 2000 byl ve vztahu s Dominikou Gottovou, nejstarší dcerou Karla Gotta. Svatba se konala v roce 2010; Gottová požádala roku 2019 o rozvod, ale soudní proces byl zastaven v listopadu 2020, kdy se pár dal znovu dohromady.

## Diskografie

### Stratovarius

#### Jako zpěvák a kytarista
- 1989: Fright Night
- 1992: Twilight Time
- 1994: Dreamspace

#### Jako kytarista
- 1995: Fourth Dimension
- 1996: Episode
- 1997: Visions
- 1998: Destiny
- 2000: Infinite
- 2001: Intermission
- 2003: Elements Pt. 1
- 2003: Elements Pt. 2
- 2005: Stratovarius

### Sólová alba
- 1994: Classical Variations and Themes
- 2002: Hymn to Life
- 2008: Saana – Warrior of Light Pt 1

### Revolution Renaissance
- 2008: New Era
- 2009: Age of Aquarius
- 2010: Trinity

### Symfonia
- 2011: In Paradisum

### Timo Tolkki's Avalon
- 2013: The Land of New Hope
- 2014: Angels of the Apocalypse
- 2019: Return to Eden

### Allen/Lande
- 2014: The Great Divide

### Chaos Magic (Caterina Nix feat. Timo Tolkki)
- 2015: Chaos Magic